# The Space Pirates
The Space Pirates é o sexto serial da sexta temporada clássica da série de ficção científica britânica Doctor Who, que foi transmitido originalmente na BBC1 em seis partes semanais entre 8 de março e 12 de abril de 1969. Foi escrito por Robert Holmes e dirigido por Michael Hart. Esta é a segunda história escrita por Holmes, um dos os roteiristas de maior sucesso da série, que posteriormente se tornaria editor de roteiro da série na época do Quarto Doutor.
Devido a BBC não ter uma política de preservação de imagens até meados dos anos 1970, os episódios deste serial foram apagados dos arquivos da emissora e apenas o segundo episódio sobreviveu. Apesar de ainda existirem gravações de áudio e fotografias das demais partes, elas continuam perdidas.

## Enredo
Faróis espaciais estão sendo explodidos e saqueados por causa da preciosa argonita por uma gangue de piratas espaciais liderados por Caven e seu associado Dervish. O cruzador V-41 do Earth Space Corps percebe a destruição e, com o general Hermack e o major Warne no comando, eles decidem prender os piratas. Depois de falharem em defender outro farol, Hermack envia tropas para todos os faróis próximos para evitar assaltos futuros. A tripulação da TARDIS chega ao farol Alfa Quatro pouco antes dos piratas, e estes conseguem prendê-los e explodem o farol. O Doutor, Jamie e Zoe sobrevivem e são resgatados por Milo Clancey em sua nave velha, a LIZ-79, mas eles perdem a TARDIS no processo.
Hermack visita o planeta, acreditando que Milo é o líder pirata, mas parte antes da chegada dele junto com o Doutor e seus acompanhantes. Enquanto isso, Caven força Dervish a redirecionar alguns dos fragmentos de farol para Lobos, um planeta de fronteira onde Milo tem sua base, de modo a lançar suspeitas sobre ele. Demora, mas Hermack descobre o truque, mas ele passa horas orbitando Lobos.
Quando o Doutor e seu grupo chegam aos escritórios de Madeleine, a líder da Corporação de Mineração Issigri em Ta, fica claro que ela está ligada a Caven, e o Doutor e seus acompanhantes são presos na biblioteca de Dom Issigri, pai de Madeleine que era acreditado ter sido assassinado por Milo. Madeleine decide romper sua aliança com Caven, e comunica Hermack para trazer suas tropas para Ta. Caven reafirma sua autoridade dizendo a Madeleine que seu pai está vivo e ameaça matá-lo, a menos que ela retorne ao seu estado de conformidade. Ela responde entrando em contato com Hermack novamente e dizendo para ele não vir para Ta. Enquanto isso, o Doutor e seus amigos escapam e rumam para a LIZ-79, mas apenas Milo e Dom embarcam. Caven força Dervish a cortar o suprimento de oxigênio da nave e, com isso, Madeleine finalmente é convencida a não mais apoiar Caven. O Doutor, Jamie e Zoe salvam seus amigos e Dom faz contato com Hermack, convencendo-o da verdade da situação.
Caven fica desesperado, ameaçando destruir Ta, a base de Dom  por meio de uma série de bombas. O Doutor consegue desengatar o dispositivo de disparo, enquanto o major Warne explode a nave de Caven e Dervish. Enquanto a nave de Hermack pousa, Madeleine aguarda ansiosamente a reunião com seu pai, mas sabe que ela também será presa por sua parte na conspiração, enquanto o Doutor e seus acompanhantes se preparam para procurar a TARDIS em um dos fragmentos de farol.

## Produção
| Episódio | Título             | Duração | Exibição original   | Audiência no Reino Unido (milhões) | Arquivo                                   |
| -------- | ------------------ | ------- | ------------------- | ---------------------------------- | ----------------------------------------- |
| 1        | "Episódio Um"†     | 24:11   | 8 de março de 1969  | 5,8                                | Existem apenas fotogramas e/ou fragmentos |
| 2        | "Episódio Dois"    | 25:02   | 15 de março de 1969 | 6,8                                | 35mm t/r                                  |
| 3        | "Episódio Três"†   | 23:50   | 22 de março de 1969 | 6,4                                | Existem apenas fotogramas e/ou fragmentos |
| 4        | "Episódio Quatro"† | 22:25   | 29 de março de 1969 | 5,8                                | Existem apenas fotogramas e/ou fragmentos |
| 5        | "Episódio Cinco"†  | 24:44   | 5 de abril de 1969  | 5,5                                | Existem apenas fotogramas e/ou fragmentos |
| 6        | "Episódio Seis"†   | 24:26   | 12 de abril de 1969 | 5,3                                | Existem apenas fotogramas e/ou fragmentos |

↑†  Episódio perdido.
Este serial foi escrito com substituto de The Dream Spinner, escrito por Paul Wheeler, que, por razões técnicas, foi retirado da série em estágio avançado de produção. Esta é a última história a ser produzida por Peter Bryant, embora originalmente se pretendesse que ele recebesse o crédito de produtor em Doctor Who and the Silurians. Isso mudou quando Barry Letts foi nomeado produtor da série em período integral.
Patrick Troughton, Frazer Hines e Wendy Padbury estavam todos filmando The War Games durante a produção do episódio seis e aparecem apenas em inserções pré-filmadas. Portanto, este é um dos dois episódios da década de 1960 em que nenhum elenco regular está presente para uma gravação em estúdio, sendo a outro a história de 1965 "Mission to the Unknown".
Este foi o primeiro serial de Doctor Who em que John Nathan-Turner trabalhou como assistente de estúdio. Nathan-Turner se tornaria o gerente de produção da série em 1977 e o produtor em 1980, cargo que desempenhou até o seu cancelamento em 1989.

### Episódios perdidos
Todos os episódios, exceto segundo (preservado como uma telegravação de 35 mm), estão perdidos dos arquivos da BBC. Também existem inserções pré-filmadas do episódio 1, bem como o áudio de todos os episódios. O episódio 6 é cronologicamente o último episódio perdido de Doctor Who.
Em 1998, o episódio 2 desta história (o único episódio já mantido nos arquivos da BBC) foi descoberto na coleção de um entusiasta de vídeo amador. O episódio é a mais antiga gravação de fita doméstica de um episódio de Doctor Who.
Esta é a história final que é considerada como tendo episódios perdidos devido ao fato de não existir nenhuma gravação em vídeo. Embora alguns episódios do Terceiro Doutor estejam sem a filmagem colorida original, eles têm todo o arquivo em vídeo, mesmo que apenas disponível em preto e branco.

## Lançamentos comerciais

### Na impressão
Um romance deste serial, escrito por Terrance Dicks, foi publicado pela Target Books em março de 1990.

### Mídia doméstica
O episódio 2 foi lançado em VHS em 1991 no Doctor Who - The Troughton Years; a introdução do episódio foi gravada no Lime Grove Studios, onde o episódio um havia sido gravado. Em novembro de 2004, foi lançado em DVD na Região 2 no box set Lost in Time. O DVD também inclui inserções pré-filmadas sobreviventes do episódio 1. Em fevereiro de 2003, o áudio do serial foi lançado em CD com a narração de Frazer Hines.